# Luca Crovi
Luca Crovi (Milano, 24 gennaio 1968) è uno scrittore italiano.

## Biografia
Nato a Milano, è figlio dello scrittore Raffaele Crovi. Laureato in Filosofia con specializzazione in Storia Antica presso l’Università Cattolica del Sacro Cuore, ha collaborato con diverse testate giornalistiche tra le quali Il Giornale, Max, Italia Oggi e la rivista Suono.
Dopo aver lavorato per le case editrici Camunia e Garzanti, dal 1993 Crovi è diventato redattore presso la Sergio Bonelli Editore, tra le maggiori case editrici di fumetto in Italia, dove si occupa della collana Almanacchi e cura le serie del commissario Ricciardi, dai libri di Maurizio De Giovanni, e di Deadwood Dick, basato sulle storie scritte da Joe R. Lansdale.  Come sceneggiatore ha anche adattato a fumetti storie di diversi autori italiani.
La sua monografia sul thriller italiano Tutti i colori del giallo, pubblicata nel 2002, ha prestato il titolo alla trasmissione radiofonica condotta fino al 2011 dallo stesso Crovi su Rai Radio, insignita nel 2005 del Premio Flaiano.  Dal 2016 tiene rubriche su Radio Popolare.
Ha debuttato come autore con un racconto dal titolo “Bietole al forno” contenuto nell’antologia Misteri (1992, Camunia), e nella sua successiva produzione editoriale ha approfondito lo studio della narrativa poliziesca in Italia, con saggi e contributi che ne hanno indagato le origini e lo sviluppo.
Nei suoi romanzi, la città di Milano è protagonista indiscussa: le trame delle sue opere sono arricchite da numerosi episodi storici e leggende riguardanti edifici e monumenti della città, e accompagnano i lettori in un viaggio nel tessuto urbano del passato per riscoprire nel presente le sue meraviglie, luoghi speciali che non hanno perso il loro fascino negli anni e che hanno recuperato visibilità grazie all’Expo. Anche la cucina, soprattutto quella tradizionale, e la musica hanno un posto di rilievo nei suoi romanzi.

## Opere

### Narrativa

#### Romanzi del commissario De Vincenzi
- L’ombra del campione, Rizzoli, 2018. ISBN 978-88-596-0039-8
- L’ultima canzone del Naviglio, Rizzoli, 2020. ISBN 978-88-171-4441-4
- Il gigante e la Madonnina, Rizzoli, 2022. ISBN 978-88-171-6080-3
- Il mistero della torre del parco e altre storie, Società Editrice Milanese, 2022. ISBN 978-88-939-0493-3
- La velocità della tartaruga, Rizzoli, 2024. ISBN 978-88-17-18449-6

#### Altri romanzi
- Tuttifrutti: rock thriller in salsa olandese, con Seba Pezzani (prefazione di Jeffery Deaver), Passigli, 2004. ISBN 978-88-368-0863-2
- Draghi, dirigibili e mongolfiere, illustrato da Paolo Barbieri, Oligo, 2019. ISBN 978-88-857-2317-7

#### Racconti contenuti in antologie collettive
- Bietole al forno in Misteri: quasi un manifesto della letteratura del mistero e del segreto, Camunia, 1992. ISBN 978-88-776-7119-6
- Giù per la strada in La minestra sul cortile. E altre storie, Coniglio, 2006. ISBN 978-88-888-3385-9
- Sosta vietata in Anime nere, Mondadori, 2007. ISBN 978-88-045-7844-4
- Immersione in Uccidere per sport, Todaro, 2008. ISBN 978-88-869-8175-0
- Una nuvola rosa in Giallo metropoli, Piemme, 2015. ISBN 978-88-566-4660-3
- La lettera nerazzurra in Giallo di rigore, Mondadori, 2016. ISBN 978-88-520-7470-7
- Il diavolo fa solo le pentole in Indaga, detective: 12 indagini degli investigatori più amati dai lettori, Piemme, 2022. ISBN 978-88-566-8389-9

#### Narrativa per ragazzi
- Il libro segreto di Jules Verne, illustrato da Peppo Bianchessi, Solferino, 2021. ISBN 978-88-282-0612-5
- Il libro segreto di Long John Silver, illustrato da Peppo Bianchessi, Solferino, 2022. ISBN 978-88-282-0906-5
- Il libro segreto di Robin Hood, illustrato da Peppo Bianchessi, Solferino, 2023. ISBN 978-88-282-1285-0

### Saggi
- Delitti di carta nostra. Una storia del giallo italiano, PuntoZero, 2000. ISBN 978-88-869-4538-7
- Tutti i colori del giallo. Il giallo italiano da De Marchi a Scerbanenco a Camilleri, Marsilio, 2002. ISBN 978-88-317-7913-5
- Mister Fantasy: il mondo segreto di J.R.R. Tolkien, con Stefano Priarone, Passigli, 2002. ISBN 978-88-368-0734-5
- Stephen King: l’uomo vestito di incubi, con Stefano Priarone, Aliberti, 2004. ISBN 978-88-742-4021-0
- Noir. Istruzioni per l’uso, Garzanti, 2013. ISBN 978-88-116-8420-6
- Il giro del mondo in giallo, Corriere della Sera, 2013. ISBN 978-88-612-6672-8
- Gli incubi di Stephen King, Corriere della Sera, 2015. ISBN 978-88-612-6714-5
- La storia del giallo in 50 investigatori, illustrato da Angelo Montanari, Centuria, 2019. ISBN 978-88-692-1387-8
- Storia del giallo italiano, Marsilio, 2020. ISBN 978-88-297-0448-4
- Copiare/Reinventare. Andrea Camilleri falsario, Oligo, 2022. ISBN 979-12-810-0003-2

### Sceneggiature
- Indigestione di sconosciuti adattamento del racconto di Andrea G. Pinketts con illustrazioni di Maurizio Rosenzweig in I vizi di Pinketts, Edizioni Bd, 2003. ISBN 978-88-876-5860-6
- Arrivederci amore, ciao, adattamento del romanzo di Massimo Carlotto con illustrazioni di Andrea Mutti, Edizioni BD, 2004 (in edizione francese Vents d'Ouest, 2004). ISBN 978-88-764-1987-4
- Fantômas – Le nuove avventure, Edizioni BD, 2006. ISBN 978-88-895-7479-9
- Laggiù nel profondo, adattamento del romanzo breve Way Down there di J. R. Lansdale con illustrazioni di Andrea Mutti, Edizioni BD, 2007. ISBN 978-88-612-3001-9
- The Gentleman’s Hotel sceneggiatura su soggetto di J. R. Lansdale, Sergio Bonelli Editore, 2022. ISBN 978-88-6961-716-4

## Radio
- Tutti i colori del giallo su Rai Rai Radio 2, insignita nel 2005 del Premio Flaiano dal 2002 al 2011
- Giallonaviglio su Radio Popolare dal 2016 al 2017
- Giallocrovi su Radio Popolare, dal 2022

## Riconoscimenti
- 2001 – Premio Aquicon per il libro Delitti di carta nostra [1]
- 2005 – Premio Flaiano per il programma radio Tutti i colori del giallo [3]
- 2021 – Premio Nabokov nella Sezione Cool Guys per Il libro segreto di Jules Verne[5][6]